# Gyula Gál
Gyula Gál, madžarski rokometaš, * 18. avgust 1976, Várpalota.
Leta 2004 je na poletnih olimpijskih igrah v Atlanti v sestavi madžarske reprezentance osvojil 4. mesto.